# Jegłowa
Jegłowa – wieś w Polsce położona w województwie dolnośląskim, w powiecie strzelińskim, w gminie Przeworno.

## Podział administracyjny
W latach 1975–1998 miejscowość administracyjnie należała do województwa wałbrzyskiego.

## Położenie
Wieś położona na skraju Równiny Wrocławskiej u podnóża Wzgórz Strzelińskich, przy szosie ze Strzelina do Przeworna. 

## Kamieniołomy
Na południe od wsi kamieniołomy - dawniej Zakłady Magnezytowe, dziś zakład Kwarcyt, gdzie wydobywane są łupki kwarcowe - jest to jedyne takie udokumentowane stanowisko w Polsce. W wyrobisku a także w dwóch hałdach kopalnianych występują rzadkie minerały, w tym kryształ górski.

## Historia
Stara wieś rycerska znana od 1264 r., od 1311 r. klasztorna; o nietypowym założeniu - rozłożona wzdłuż dwóch prostopadłych do szosy dróg, środkiem płynie rzeczka Jegłówka. Dawne nazwy: Villa Geglova allias Rudgeri villa, Rüdigersdorf, Rügersdorf i do 1945 r. Riegersdorf.
Pobliski kamieniołom kwarcytu oraz stacja kolejowa przed wojną należały do sąsiedniej wsi Krzywina i nosiły taką nazwę: Krummendorf.

## Zabytki
Do wojewódzkiego rejestru zabytków wpisany jest:
- kościół parafialny św. Antoniego; najstarsza część to wieża z XV wieku wykonana z kamienia łamanego; korpus z lat 1887-1888, z bloków granitowych, w ciekawym stylu neogotyckim

inne obiekty:
- monolitowy krzyż kamienny wmurowany w otaczający kościół i cmentarz mur; jedna z hipotez mówi, że jest to tzw. krzyż pokutny; nie ma ona jednak  oparcia w żadnych dowodach i oparta jest wyłącznie na nieuprawnionym, błędnym założeniu, że wszystkie stare kamienne monolitowe krzyże, są krzyżami pokutnymi[4]
- stacja kolejowa z około 1891 r. na linii Grodków - Strzelin, obecnie nieczynna, zachowany ładny budynek z czerwonej cegły
- stary buk, dwie lipy, trzy jesiony oraz kasztany obsadzone przy murze cmentarnym

## Szlaki turystyczne
- Nowina - Rozdroże pod Mlecznikiem - Raczyce - Henryków - Skalice - Skalickie Skałki - Skrzyżowanie nad Zuzanką - Bożnowice - Ostrężna - Miłocice - Gromnik - Jegłowa - Żeleźnik - Wawrzyszów - Grodków - Żarów - Starowice Dolne - Strzegów - Rogów - Samborowice - Szklary - Wilemowice leśniczówka - Biskupi Las - Dębowiec - Ziębice[5]

## W okolicy
- Wzgórza Strzelińskie i Gromnik
- W skład sołectwa wchodzi przysiółek Kaszówka położony za stacją kolejową